# 保山第一中学
25°05′45″N 99°13′36″E / 25.0958°N 99.2268°E
云南省保山第一中学（简称保山一中）位于中华人民共和国云南省保山市，是云南省一级一等普通高级中学。学校始建于1913年，始称“云南省立第六师范”，1917年改名“云南省立第三中学”，后校名几经更改，于1955年改为现校名。

## 沿革
1913年，“云南省立第六师范”建立，它是学校的前身。
1917年，云南省立第六师范改名“云南省立第三中学”。
1955年，学校改名为“保山市第一中学”。

## 文化
- 校训：厚德博学，务实创新